# Master of the Harriers
Il Master of the Harriers era una posizione nella corte inglese, responsabile della supervisione dei terrier, cani da caccia di proprietà del re ("harrier" è in inglese la parola che indica questa specie di cani). L'incarico, divenuto obsoleto e poco utile, venne abbandonato nel 1701 con la venuta degli Hannover ma venne poi ravvivato nel 1730 col nome di "Master of the Harriers and Foxhounds". La posizione venne abolita definitivamente con la riorganizzazione della corte inglese nel 1782.

## Masters of the Harriers (1660-1782)
- 1660-1677: Thomas Elliott, sr.
- 1677-1683: Thomas Elliott, jr.
- 1683-1689: William Ryder
- 1689-1701: Christopher Tancred
- 1701-1730 Vacante
- 1730-1738: Charles Howard, III conte di Carlisle
- 1738-1751: Robert Walpole, I barone Walpole
- 1751-1754: Vacante
- 1754-1756: Robert Manners-Sutton
- 1756-1761: Vacante
- 1761-1782: Basil Feilding, VI conte di Denbigh